# TFF 1. Lig 2018-2019
La TFF 1. Lig 2018-2019 è stata la 18ª edizione della TFF 1. Lig, la seconda serie del campionato turco di calcio. Il campionato è iniziato il 10 agosto 2018 con la prima giornata e si è chiuso il 30 maggio 2019 con la finale dei play-off per la promozione. Il campionato è stato vinto dal Denizlispor, che è stato promosso in Süper Lig assieme al Gençlerbirliği, secondo classificato, e al Gaziantep, vincitore dei play-off promozione.

## Stagione

### Novità
Dalla TFF 1. Lig 2017-2018 sono stati promossi in Süper Lig il Çaykur Rizespor, l'Ankaragücü e l'Erzurumspor FK, mentre sono stati retrocessi in TFF 2. Lig il Samsunspor, il Manisaspor e il Gaziantepspor. Dalla Süper Lig 2018-2019 sono stati retrocessi l'Ankaraspor, il Gençlerbirliği e il Karabükspor. Dalla TFF 2. Lig 2018-2019 sono stati promossi l'Altay, l'Hatayspor e l'Afjet Afyonspor.

### Formula
Le 18 squadre partecipanti si affrontano in un girone all'italiana con doppie partite di andata e ritorno, per un totale di 34 giornate. Le prime due classificate sono promosse direttamente in Süper Lig. Le squadre classificate dal terzo al sesto posto si affrontano nei play-off promozione e la squadra vincitrice viene promossa in Süper Lig. Le ultime tre classificate sono retrocesse in TFF 2. Lig.

## Squadre partecipanti
| Squadra         | Città          | Stadio                             | Stagione precedente                |
| --------------- | -------------- | ---------------------------------- | ---------------------------------- |
| Adana Demirspor | Adana          | Adana 5 Ocak Stadyumu              | 13º in TFF 1. Lig                  |
| Adanaspor       | Adana          | Adana 5 Ocak Stadyumu              | 12º in TFF 1. Lig                  |
| Afjet Afyonspor | Afyonkarahisar | Afyon Zafer Stadyumu               | 3º nel gruppo rosso di TFF 2. Lig  |
| Altay           | Smirne         | Stadio İzmir Atatürk               | 1º nel gruppo bianco di TFF 2. Lig |
| Altınordu       | Smirne         | Doğanlar Stadium                   | 7º in TFF 1. Lig                   |
| Balıkesirspor   | Balıkesir      | Balıkesir Atatürk Stadyumu         | 8º in TFF 1. Lig                   |
| Boluspor        | Bolu           | Bolu Atatürk Stadyumu              | 3º in TFF 1. Lig                   |
| Denizlispor     | Denizli        | Stadio Atatürk                     | 15º in TFF 1. Lig                  |
| Elazığspor      | Elâzığ         | Stadio Atatürk                     | 10º in TFF 1. Lig                  |
| Eskişehirspor   | Eskişehir      | Eskişehir Yeni Stadyumu            | 14º in TFF 1. Lig                  |
| Gaziantep       | Gaziantep      | Gaziantep Yeni Stadyumu            | 6º in TFF 1. Lig                   |
| Gençlerbirliği  | Ankara         | Eryaman Stadyumu                   | 17º in Süper Lig                   |
| Giresunspor     | Giresun        | Stadio Atatürk                     | 11º in TFF 1. Lig                  |
| Hatayspor       | Antakya        | Stadio Atatürk                     | 1º nel gruppo rosso di TFF 2. Lig  |
| İstanbulspor    | Istanbul       | Necmi Kadıoğlu Stadyumu            | 9º in TFF 1. Lig                   |
| Karabükspor     | Karabük        | Stadio Necmettin Şeyhoğlu          | 18º in Süper Lig                   |
| Ankaraspor      | Ankara         | Stadio Osmanlı                     | 16º in Süper Lig                   |
| Ümraniyespor    | Istanbul       | Ümraniye Belediyesi Şehir Stadyumu | 4º in TFF 1. Lig                   |

## Classifica finale
|  | Pos. | Squadra            | Pt | G  | V  | N  | P  | GF | GS  | DR   |
|  | ---- | ------------------ | -- | -- | -- | -- | -- | -- | --- | ---- |
|  | 1.   | Denizlispor        | 72 | 34 | 21 | 9  | 4  | 67 | 32  | +35  |
|  | 2.   | Gençlerbirliği     | 70 | 34 | 22 | 4  | 8  | 50 | 28  | +22  |
|  | 3.   | Hatayspor          | 67 | 34 | 19 | 10 | 5  | 57 | 22  | +35  |
|  | 4.   | Ankaraspor         | 62 | 34 | 19 | 5  | 10 | 49 | 26  | +23  |
|  | 5.   | Gaziantep          | 59 | 34 | 17 | 8  | 9  | 60 | 31  | +29  |
|  | 6.   | Adana Demirspor    | 58 | 34 | 17 | 7  | 10 | 50 | 36  | +14  |
|  | 7.   | Altınordu          | 57 | 34 | 16 | 9  | 9  | 50 | 33  | +17  |
|  | 8.   | Ümraniyespor       | 53 | 34 | 14 | 11 | 9  | 44 | 37  | +7   |
|  | 9.   | Boluspor           | 49 | 34 | 14 | 7  | 13 | 41 | 41  | 0    |
|  | 10.  | Altay              | 47 | 34 | 12 | 11 | 11 | 52 | 40  | +12  |
|  | 11.  | İstanbulspor       | 43 | 34 | 10 | 13 | 11 | 45 | 46  | -1   |
|  | 12.  | Adanaspor          | 37 | 34 | 9  | 10 | 15 | 41 | 49  | -9   |
|  | 13.  | Giresunspor        | 36 | 34 | 8  | 12 | 14 | 32 | 41  | -9   |
|  | 14.  | Eskişehirspor      | 35 | 34 | 9  | 8  | 17 | 44 | 66  | -22  |
|  | 15.  | Balıkesirspor (-6) | 34 | 34 | 11 | 7  | 16 | 36 | 45  | -9   |
|  | 16.  | Afjet Afyonspor    | 30 | 34 | 7  | 9  | 18 | 38 | 55  | -17  |
|  | 17.  | Elazığspor         | 25 | 34 | 6  | 7  | 21 | 38 | 64  | -26  |
|  | 18.  | Karabükspor (-3)   | 0  | 34 | 0  | 3  | 31 | 10 | 112 | -102 |

Legenda:
      Promossa in Süper Lig 2019-2020
 Ammessa ai play-off
      Retrocessa in TFF 2. Lig 2019-2020
Note:
Tre punti a vittoria, uno a pareggio, zero a sconfitta.
Il Balıkesirspor ha scontato 6 punti di penalizzazione.
Il Karabükspor ha scontato 3 punti di penalizzazione.

## Play-off

### Tabellone
|  | Semifinali | Semifinali      | Semifinali | Semifinali | Semifinali |  |  | Finale          | Finale          | Finale |  |
|  |            |                 |            |            |            |  |  |                 |                 |        |  |
|  | 6          | Adana Demirspor | 0          | 2          | 2          |  |  |                 |                 |        |  |
|  | 3          | Hatayspor       | 0          | 3          | 3          |  |  | Hatayspor       | Hatayspor       | 1 (3)  |  |
|  | 5          | Gaziantep (dtr) | 2          | 0          | 2 (9)      |  |  | Gaziantep (dtr) | Gaziantep (dtr) | 1 (5)  |  |
|  | 4          | Ankaraspor      | 0          | 2          | 2 (8)      |  |  |                 |                 |        |  |

### Semifinali
|                 | Risultati       |                 | Luogo e data              |
| --------------- | --------------- | --------------- | ------------------------- |
| Adana Demirspor | 0 - 0           | Hatayspor       | Adana, 22 maggio 2019     |
| Hatayspor       | 3 - 2           | Adana Demirspor | Antakya, 26 maggio 2019   |
|                 |                 |                 |                           |
| Gaziantep       | 2 - 0           | Ankaraspor      | Gaziantep, 22 maggio 2019 |
| Ankaraspor      | 2 - 0 (8-9 dtr) | Gaziantep       | Ankara, 26 maggio 2019    |
|                 |                 |                 |                           |

### Finale
|           | Risultati       |           | Luogo e data             |
| --------- | --------------- | --------- | ------------------------ |
| Hatayspor | 1 - 1 (3-5 dtr) | Gaziantep | Istanbul, 30 maggio 2019 |
|           |                 |           |                          |